# Бочечки (хутір)
Бочечки  — колишній хутір на Бориспільщині (Київська область).
Можливо назва походить від прізвища «Бочечка», що зустрічається у Баришівському районі.

## З історії
За описом Київського намісництва 1781 року хутір Бочечки належав до Баришівської сотні Переяславського полку. На той час у ньому було 2 хати.
Зі скасуванням козацького полкового устрою, хутір перейшов до складу Остерського повіту Київського намісництва.
Від початку XIX ст. хутір вже у складі Переяславського повіту Полтавської губернії.
Хутір позначався на 3-х і 10-ти верстних мапах Шуберта (середина XIX ст.)  на схід від дороги між Малою Старицею і Сулимівкою, після Макарівського хутора не доходячи до річки Трубіж.